# Eerste klasse 1968-69 (basketbal België)
Het seizoen 1968-1969 was de 22e editie van de hoogste basketbalcompetitie. Dit seizoen speelde men met een aangepaste competitieformule, eerst liep er een reguliere competitie over 22 speeldagen waarna de bovenste 6 met behoud van punten voor de titel speelden en de laatste zes voor de degradatie. 
Bus Lier en Avanti Brugge waren de nieuwkomers

## Naamswijzigingen
- Standard Liège werd SBR Standard (Société Basket Royal)
- Antwerpse Ford werd Racing Ford (Fysieke Ontspanning met Raad en Daad)

## Eindstand
- Voorronde

|  |    |                   | P  | W  | V  | G | Ptn |
|  | -- | ----------------- | -- | -- | -- | - | --- |
|  | 1  | RC Bell           | 22 | 18 | 4  | 0 | 36  |
|  | 2  | Bus Lier          | 22 | 16 | 6  | 0 | 32  |
|  | 3  | SBR Standard      | 22 | 15 | 7  | 0 | 30  |
|  | 4  | Racing Ford       | 22 | 13 | 8  | 1 | 27  |
|  | 5  | Oxaco Tomado      | 22 | 12 | 9  | 1 | 25  |
|  | 6  | Bavi Vilvoorde    | 22 | 12 | 10 | 1 | 24  |
|  | 7  | Royal IV SCA      | 22 | 11 | 10 | 1 | 23  |
|  | 8  | Avanti Brugge     | 22 | 11 | 10 | 1 | 23  |
|  | 9  | Pitzemburg        | 22 | 8  | 13 | 1 | 17  |
|  | 10 | VG Oostende       | 22 | 6  | 15 | 1 | 13  |
|  | 11 | Fellows Antwerpen | 22 | 5  | 17 | 0 | 10  |
|  | 12 | Hyfima Kiel       | 22 | 2  | 20 | 0 | 4   |

- Eerste afdeling A

|  |   |                    | P  | W  | V  | G | Ptn |
|  | - | ------------------ | -- | -- | -- | - | --- |
|  | 1 | RC Bell            | 32 | 24 | 6  | 2 | 50  |
|  | 2 | SBR Standard Liège | 32 | 20 | 11 | 1 | 41  |
|  | 3 | Bus Lier           | 32 | 20 | 13 | 0 | 40  |
|  | 4 | Racing Ford        | 32 | 18 | 13 | 1 | 37  |
|  | 5 | Oxaco Tomado       | 32 | 16 | 14 | 2 | 34  |
|  | 6 | Bavi Vilvoorde     | 32 | 16 | 16 | 0 | 32  |

- Eerste afdeling B

|  |   |                   | P  | W  | V  | G | Ptn |
|  | - | ----------------- | -- | -- | -- | - | --- |
|  | 1 | Avanti Brugge     | 32 | 19 | 11 | 2 | 40  |
|  | 2 | Pitzemburg        | 32 | 16 | 15 | 1 | 33  |
|  | 3 | Royal IV SCA      | 32 | 14 | 15 | 3 | 31  |
|  | 4 | VG Oostende       | 32 | 9  | 21 | 2 | 20  |
|  | 5 | Fellows Antwerpen | 32 | 9  | 23 | 0 | 18  |
|  | 6 | Hyfima Kiel       | 32 | 4  | 28 | 0 | 8   |

1928 · 1929 · 1930 · 1931 · 1932 · 1933 · 1934 · 1935 · 1936 · 1937 · 1938 · 1939 · 1940 · 1941 · 1942 · 1943 · 1944 · 1945 · 1946 · 1947 · 1948 · 1949 · 1950 · 1951 · 1952 · 1953 · 1954 · 1955 · 1956 · 1957 · 1958 · 1959 · 1960 · 1961 · 1962 · 1963 · 1964 · 1965 · 1966 · 1967 · 1968 · 1969 · 1970 · 1971 · 1972 · 1973 · 1974 · 1975 · 1976 · 1977 · 1978 · 1979 · 1980 · 1981 · 1982 · 1983 · 1984 · 1985 · 1986 · 1987 · 1988 · 1989 · 1990 · 1991 · 1992 · 1993 · 1994 · 1995 · 1996 · 1997 · 1998 · 1999 · 2000 · 2001 · 2002 · 2003 · 2004 · 2005 · 2006 · 2007 · 2008 · 2009 · 2010 · 2011 · 2012 · 2013 · 2014 · 2015 · 2016 · 2017 · 2018 · 2019 · 2020 · 2021